# Rimum
Rimum est un roi de Dilmun qui règne sur Bahreïn vers 1700 av. J.-C.. Il est connu grâce aux inscriptions akkadiennes figurant sur des récipients en pierre retrouvés dans une tombe à Bahreïn. Ces vases appartenaient à son fils Yagli-El (de), également souverain de Dilmun. Découverts en 2012, ces récipients se trouvaient dans de grandes tombes qui étaient probablement les sépultures des souverains de Dilmun. À Bahreïn, de grandes surfaces sont recouvertes de telles tombes. Rimum est aussi mentionné sur un objet en pierre retrouvé à Bahreïn en 1878 : « Le palais de Rimum, serviteur d'Inzak (en), d'Agarum ».
Son nom, d'origine amorite, signifie « le noble » ou « l'ambitieux ».